# Moddey Dhoo
Pour un article plus général, voir Chien noir (fantôme).
Moddey Dhoo ([ˈmɒdi duː] ou [ˈmɔːðə ðoʊ]) ou Mauthe Doog ([ˈmɔːðə doʊɡ]),, est un chien de chasse noir du folklore mannois qui hanterait le château de Peel sur la côte ouest de l'île de Man. 
Selon les versions, le chien noir est décrit comme étant « aussi gros qu'un veau avec des yeux comme des assiettes en étain, », cela semble provenir des témoignages citant un chien de la taille d'un veau, combinée avec la description des yeux d'un troll dans certains contes norvégiens d'Asbjornsen et Moe.